# Pterolophia dorsotuberculare
Pterolophia dorsotuberculare là một loài bọ cánh cứng trong họ Cerambycidae.